# Kawasaki Ki-60
El Kawasaki Ki-60 fue un avión de combate japonés experimental desarrollando en la Segunda Guerra Mundial que utilizaba un motor refrigerado por líquido Daimler-Benz DB 601 construido bajo licencia (Kawasaki). Se trataba de una excepción ya la mayoría de los aviones japoneses en ese momento usaban motores radiales refrigerados por aire.

## Diseño y desarrollo
El Ki-60 fue diseñado por Takeo Doi y su adjunto Shin Owada de Kawasaki Aircraft Industries (川崎航空機工業株式会社 Kawasaki Kōkūki Kōgyō K.K.?) propulsado por el motor V12 invertido Daimler-Benz DB 601 refrigerado por líquido, que Kawasaki había seleccionado para la producción bajo licencia como el Ha-40. El énfasis en los requisitos era que el aparato debía tener una alta velocidad y una buena tasa de ascenso, junto con un armamento de cañón. Este fue un cambio completo de la inclinación habitual de la IJAAF por los cazas altamente maniobrables con armas ligeras y estructuras livianas, personificados por el Nakajima Ki-27 y el posterior Nakajima Ki-43. Al mismo tiempo, se emitió un requisito para un caza de uso general más ligero y menos armado que se diseñaría casi en paralelo con el Ki-60; este se convirtió en el Ki-61. Se daría prioridad al Ki-60, cuyo diseño comenzó en febrero de 1940.
El primer prototipo del Ki-60 se terminó en marzo de 1941 como un monoplano de fuselaje estresada, totalmente metálico, compacto, con un fuselaje relativamente profundo (4' 91/2") y alas cónicas con puntas redondeadas construidas alrededor de un sistema de tres largueros; un Larguero principal tipo Warren truss y dos largueros auxiliares. El larguero trasero llevaba los flaps divididos y alerones de cuerda largos y estrechos, mientras que el larguero delantero incorporaba los puntos de pivote del tren de aterrizaje. La vía del tren de aterrizaje era de 3 metros. El asiento del piloto se montó alto sobre el larguero trasero, lo que le dio al fuselaje un perfil distintivo de tipo «joroba»; el capó presentaba un dosel deslizante trasero enmarcado y una sección transparente trasera alargada. El radiador de refrigerante principal estaba alojado en un baño ventral largo debajo de la sección central del ala y el fuselaje central, mientras que el enfriador de aceite estaba montado debajo del motor con una entrada de aire larga. El prototipo estaba propulsado por un motor DB 601A importado ya que la producción del Ha-40 aún no había comenzado. El avión tenía una capacidad total de combustible de 410 L (90,2 galones Imp).

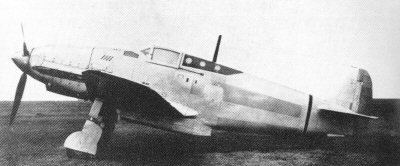
El segundo prototipo del caza pesado japonés Kawasaki Ki-61 en el aeropuerto de Gifu en 1942.

El armamento que llevaba eran dos ametralladoras sincronizadas Ho-103 de calibre 12,7 mm montadas en el fuselaje que se colocaron en una configuración «escalonada» (el arma de babor un poco más adelantada que la de estribor) en una bahía justo encima y detrás del motor. Un cañón Mauser MG 151/20 de 20 mm de fabricación alemana estaba alojado en un compartimiento de armas en cada ala. Con un peso con carga normal de 2890 kilogramos y una superficie bruta alar de 1,48 m2 (1,8 yd2), la carga alar era de 181,76 kg/m2 (37,23 lb/ft2), que era extremadamente alta para los estándares japoneses (el caza estándar de la IJAAF, el Nakajima Ki-27, tenía una carga alar de 70 kg/m2 (14,33 lb/ft2)).
Desde el comienzo de las pruebas de vuelo, se hizo evidente que el diseño tenía graves deficiencias en varias áreas clave. El recorrido de despegue era inaceptablemente largo, mientras que en vuelo la aeronave mostraba cierta inestabilidad lateral, controles excesivamente pesados y mala respuesta de control. Las características de giro se describieron como «peligrosas» y la velocidad de pérdida era extremadamente alta. Aunque se había proyectado una velocidad máxima de 600 km/h, el Ki-60 solo pudo alcanzar 548 km/h.

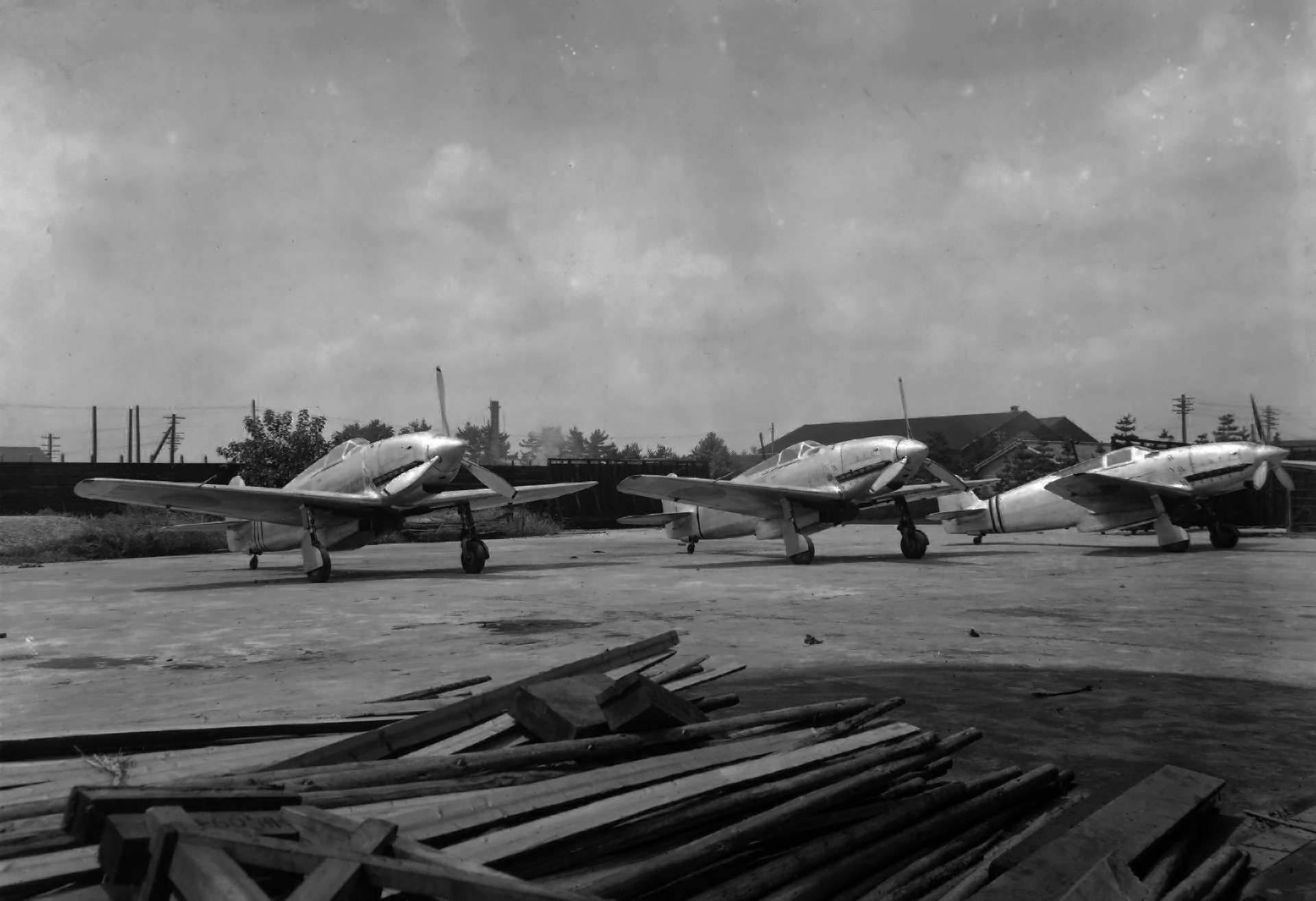
Los tres prototipos que se construyeron del Ki-60. De izquierda a derecha el 3.°, 1.° y 2.° prototipo.

Debido a estos problemas, los prototipos segundo y tercero, que aún se estaban construyendo, se modificaron rápidamente en un intento de mitigar algunos de los problemas más importantes. Se redujo el peso del avión en aproximadamente 100 kg (220,5 lb), principalmente mediante la sustitución del cañón MG 151 por dos ametralladoras Ho-103. Esto redujo el peso normal cargado a 2750 kg (6062,7 lb). Junto con un ligero aumento en la superficie alar a 1,5 m² (1,8 yd²), lo cual dio como resultado una carga alar ligeramente inferior de 169,7 kg/m2 (34,76 lb/ft2). Se realizaron cambios de detalle en el sellado del fuselaje y en los contornos de las tomas de aire y el baño del radiador. A pesar de estas modificaciones las pruebas de vuelo fueron decepcionantes, y los dos prototipos modificados mostraron la mayoría de las deficiencias del primero. Se alcanzó una velocidad máxima de sólo 560 km/h (348 mph), con una tasa de ascenso aún muy por debajo de las especificaciones. En ese momento, el Nakajima Ki-44, que también había sido diseñado como un interceptor dedicado, comenzaba a mostrar cierta promesa y Koku Hombu lo seleccionó para cumplir con sus requisitos. Desde principios de 1941, la atención total de Takeo Doi y Shin Owada se centró principalmente en el Ki-61; el Ki-60 se volvió importante porque el diseño del Ki-61 se pudo mejorar utilizando las lecciones aprendidas de las malas características del Ki-60. Los planes de producción se cancelaron a finales de 1941 después de que se construyeron tres prototipos.

## Operadores
Japón
- Servicio Aéreo del Ejército Imperial Japonés

## Especificaciones (Ki-60 segundo prototipo)
Referencia datos: 'Warplanes of the Second World War, Volume Three: Fighters; WW2 Aircraft Fact Files: Japanese Army Fighters, Part 1; Japanese Aircraft of the Pacific War

### Características generales
- Tripulación: Uno (piloto)
- Longitud: 8,47 m
- Envergadura: 10,5 m
- Altura: 3,7 m
- Superficie alar: 16,2 m2
- Peso vacío: 2150 kg
- Peso máximo al despegue: 2750 kg (primer prototipo 2890 kg)
- Planta motriz: 1× pistón invertido refrigerado por líquido Daimler-Benz DB 601.
  - Potencia: 875 kW (1206 HP; 1190 CV)
- Hélices: Tripala de velocidad constante

### Rendimiento
- Velocidad nunca excedida (Vne): 560 km/h 4500 m (14 800 pies)
- Alcance: 3300 km (1782 nmi; 2051 mi)
- Techo de vuelo: 10 000 m (33 000 pies)
- Régimen de ascenso: primer prototipo: 5000 m (16 000 pies) en 8 minutos; segundo y tercer prototipos 5000 m (16 000 pies) en 6 minutos.[12]
- Carga alar: 169,8
- Potencia/peso: 0,310 kW/kg (0,189 hp/lb)

### Armamento
- Ametralladoras: 2× sincronizadas Ho-103 de 12,7 mm (0,50 pulgadas) en el fuselaje

- Cañones: 2× Mauser MG 151 de 20 mm (0,787 pulgadas) o 2 ametralladoras Ho-103 de 12,7 mm (0,50 pulgadas) (tercer prototipo) en las alas

## Aeronaves relacionadas

### Aeronaves similares
- Kawasaki Ki-61

### Secuencias de designación
- Secuencia Ki-_ (interna de Kawasaki): ← Ki-38 - Ki-45 -Ki-48 - Ki-56 - Ki-60 - Ki-61 - Ki-64 →
- Secuencia Numérica del IJAAS: ← Ki-53 - Ki-54 - Ki-55 - Ki-56 - Ki-57 - Ki-58 - Ki-59 →